# Karel Rada
Karel Rada (Karlovy Vary, 1971. március 2. –) Európa-bajnoki ezüstérmes cseh válogatott labdarúgó.
A cseh válogatott tagjaként részt vett az 1997-es konföderációs kupán, illetve az 1996-os és a 2000-es Európa-bajnokságon.

## Sikerei, díjai
Csehország
- Európa-bajnoki ezüstérmes (1): 1996
- Konföderációs kupa bronzérmes (1): 1997